# NGC 5550
NGC 5550 (również PGC 51108 lub UGC 9154) – galaktyka spiralna z poprzeczką znajdująca się w gwiazdozbiorze Wolarza. Odkrył ją John Herschel 4 kwietnia 1831 roku.
W galaktyce tej zaobserwowano supernową SN 2004cu.